# 홍응
익성부원군(益城府院君) 홍응(洪應, 1428년 ~ 1492년)은 조선 전기의 문신, 시인, 서예가이다. 본관은 남양(南陽) 당홍계(唐洪系)이며, 익산군파(益山君派) 17세손이다. 자는 응지(應之), 호는 휴휴당(休休堂)이다. 아버지는 한성부윤 홍심(洪深)이며, 어머니는 이조참의 윤규(尹珪)의 딸이다. 숙빈 홍씨의 동생이며 명숙공주의 시아버지이다.
1451년 증광문과에 장원 급제하여 관직에 입문한 그는 동부승지, 우승지, 좌승지, 도승지, 이조참판, 형조판서, 이조판서, 우참찬, 우찬성, 좌찬성을 거쳐 1479년 우의정이 되었고 1485년에 4도순찰사를 거쳐, 좌의정이 되었다. 풍채가 단아하고 몸가짐에 법도가 있었으며, 문장과 글씨에도 능하였다. 성종 임금의 묘정에 배향되었으며, 시호는 충정(忠貞)이다.

## 평가
사신이 논평하기를, “홍응은 충담(沖澹) ·정수(精粹)하고 청렴·방정하며 간중(簡重)하여 심중(心中)이 쇄락(灑落) 하고, 풍채가 뛰어나고 가지런하였다. 분잡(紛雜)하고 화려함을 싫어하여 산업(産業)을 일삼지 않았으며, 문(門)에는 잡객(雜客)이 없었다. 정승이 되어서는 대체(大體)를 보존하기에 힘써서 논의(論議)가 지정(持正) 하고 임금의 뜻에 아첨해 따르지 않았으며, 일을 인하여서는 자못 규경(規警) 이 있어 대신의 풍도(風度)가 있었다. 졸(卒)함에 미쳐서는 조야(朝野)가 몹시 애석해 하였다.” 하였다.— 《조선왕조실록》성종 264권, 23년(1492년) 4월 4일 7번째기사

## 가족 관계
- 부 : 홍심(洪深)
- 모 : 이씨(李氏)
- 처 : 이씨(李氏)
  - 아들 : 홍상
  - 며느리 : 명숙공주
    - 손자 : 홍백경(洪伯慶)
- 누이 : 숙빈 홍씨

## 홍응이 등장한 작품
- 《왕과 비》 (KBS, 1998년~2000년 배우:송재호

## 관련 문화재
- 휴휴당 부조묘 - 경상북도 문화재자료 제527호